# Peter Beňo
Peter Beňo (Bán, 1972. szeptember 2. –) szlovák katolikus pap, domonkos-rendi szerzetes, a Nyitrai egyházmegye segédpüspöke.

## Élete
Peter Beňo Porosziban nőtt fel. Az alapiskolát is ebben a településben kezdte, később Bánban folytatta. A bánkeszi gimnázium elvégzése után Beňo 1990-ben belépett a nyitrai Szent Gorazd papi szemináriumba, ahol filozófiát és katolikus teológiát tanult. 1996. szeptember 14-én szentelték pappá.
1996-tól 1997-ig Puhóban volt plébánosi vikárius, mielőtt a neszlényi Nepomuki Szent János plébánia elöljárója lett. 2002-től 2008-ig a nyitrai Szent Gorazd papi szeminárium elöljárója volt.

## Fordítás
Ez a szócikk részben vagy egészben  a   Peter Beňo című német Wikipédia-szócikk ezen változatának fordításán alapul.  Az eredeti cikk szerkesztőit annak laptörténete sorolja fel. Ez a jelzés csupán a megfogalmazás eredetét és a szerzői jogokat jelzi, nem szolgál a cikkben szereplő információk forrásmegjelöléseként.